# The Settlers IV
The Settlers IV (нім. «Die Siedler IV») — відеогра жанру стратегії в реальному часі, розроблена і видана німецькою фірмою Blue Byte Software у 2000 році. Гра є представником німецької школи стратегічних ігор. В Росії гра була випущена 25 вересня 2001 року компанією 1С.
В The Settlers IV існує чотири раси: Мая, Вікінги, Римляни та Темне Плем'я. В одиночній грі можна пройти ігрову кампанію за кожен з народів, та зіграти проти комп'ютера на одиночній карті. Мультиплеєр дозволяє гравцям битися один з одним, або зіграти в режимі «free settle», де можна розвивати своє поселення без загрози атаки з боку противника.

## Ігровий процес

### Кампанія Темного Племені
У кампанії Темного Племені гравець перетинається з трьома расами, які борються з загрозою містичного темного племені, яке перетворює землю на пустелю. Протягом 12 місій гравець б'ється з піратами, зрадниками, темним плем'ям та іншими расами. В кінці гри Мая, Вікінги і Римляни об'єднуються для перемоги над Темним плем'ям. Для його знищення треба зруйнувати грибні ферми та темну фортецю, яка знаходиться в центрі їхнього табору.

## Оцінки і відгуки
The Settlers IV отримали 74 %, виставлені агрегатором рецензій Metacritic.
Портал ігор Absolute Games поставив грі 90 %. Оглядач зазначив якісний геймплей гри і красиву графіку. Вердикт: «Як результат, ми маємо Settlers 4 — відмінний, шалено-гральний, графічно досконалий проєкт. „Наш Вибір“, наполегливо рекомендуємо».

## Версії для інших платформ
Gameloft випустила The Settlers для iPhone/iPod Touch App Store у листопаді 2009 року, засновану на концепції The Settlers IV.Гра доступна для iPhone та iPod Touch.